# Emmanuel Muscat
Emmanuel „Manny“ Muscat (* 7. Dezember 1984 in Melbourne) ist ein aus Australien stammender maltesischer ehemaliger Fußballspieler. Er wurde zumeist als Außenverteidiger eingesetzt.

## Karriere

### Klub

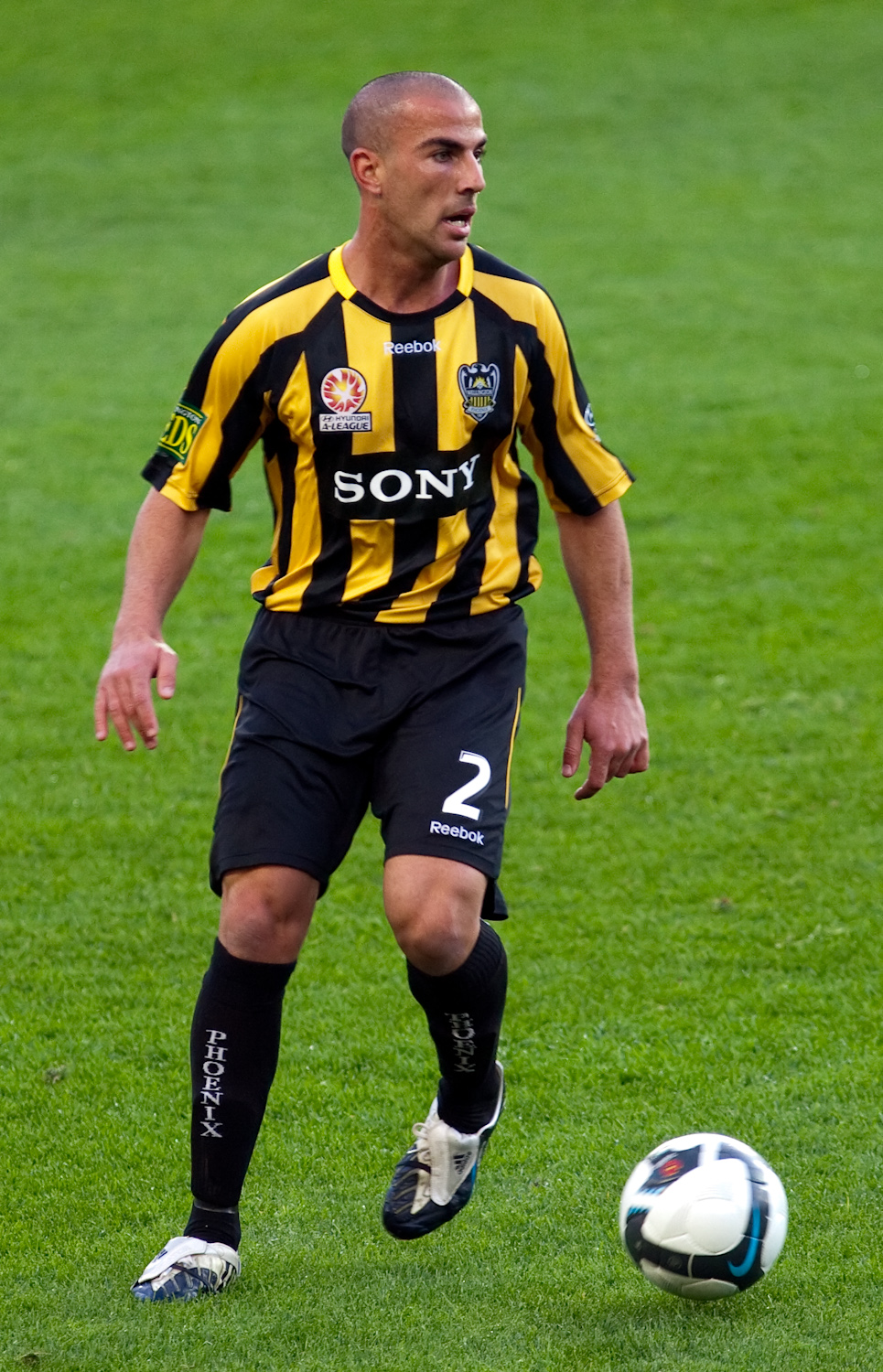
Muscat während eines Ligaspiels für Wellington Phoenix (2009)

Muscat spielte von 2004 bis 2008 in der Victorian Premier League für Sunshine George Cross und die Green Gully Cavaliers. Im Sommer 2008 trainierte er mit Wellington Phoenix und erhielt nach einer schweren Knieverletzung von Vince Lia zu Saisonbeginn einen sogenannten „short-term contract“ (Kurzzeitvertrag), der allerdings für die komplette Saison galt. Im Dezember 2008 unterzeichnete Muscat bei Wellington einen Profivertrag für die Saison 2009/10. Dieser lief am Ende bis zum Sommer 2016, wonach er noch einmal für die Laufzeit von zwei Jahren sich Melbourne City in der A-League anschloss.
Im Mai 2018 kehrte er zu Green Gully zurück und beendete hier im Mai des darauffolgenden Jahres dann auch seine Karriere.

### Nationalmannschaft
Im Mai 2009 wurde Muscat erstmals in die Nationalmannschaft von Malta berufen, das Heimatland seiner Eltern. Im Freundschaftsspiel gegen Tschechien gab er am 5. Juni sein Länderspieldebüt.